# Горбоконенко, Павел Александрович
Павел Александрович Горбоконенко (11 сентября 1987, Благовещенск, РСФСР, СССР — 4 июня 2023, Белгородская область, Россия) — российский военнослужащий, майор, заместитель командира 177-го отдельного отряда специального назначения по военно-политической работе 2-й отдельной гвардейской бригады специального назначения Главного управления Генерального штаба Вооружённых сил Российской Федерации. Герой Российской Федерации (посмертно, 2023).

## Биография
Родился 11 сентября 1987 года в Благовещенске Амурской области.
Проходил школьное обучение в благовещенской средней школе № 10 (1994—2002). С 2006 года — в Вооружённых силах Российской Федерации. Являлся курсантом Дальневосточного высшего общевойскового командного училища. В 2010 году после окончания училища, Павел Горбоконенко служил в строевых частях Сухопутных сил на военно-политических должностях.
В 2022 году принимал участие российском нападении на Украину. Погиб 4 июня 2023 года в Белгородской области. Похоронен 21 июня 2023 года в Пскове.

## Личная жизнь
- Был женат на Оксане Горбоконенко. Есть дети[7]. Увлекался спортом и туризмом[7].

## Звания и награды
- Герой Российской Федерации (Указом Президента Российской Федерации «закрытым» от 31 июля 2023 года за мужество и героизм, проявленные при исполнении воинского долга, гвардии майору Горбоконенко Павлу Александровичу присвоено звание Героя Российской Федерации (посмертно)[8]. Медаль Золотая Звезда была вручена из рук губернатора М. Ю. Ведерникова его супруге[8].
- Орден Мужества[4][9].
- Медаль Суворова[4][9].
- «За отличие в военной службе» 3 степени[4]
- «За воинскую доблесть» 2 степени[4]
- Другие награды.

## Память
- Бюст Героя установлен и располагается на территории 2-й отдельной гвардейской бригады специального назначения на Аллее Героев в Пскове[6].
- Имя Героя увековечено на стеле с именами Героев Российской Федерации — ДВОКУ.
- Установлена мемориальная доска в Пскове. Память увековечена на фасаде дома № 23 на улице Шестака[10].
- Мемориальная табличка установлена на фасаде 10-й школы Благовещенска[4].